# Adam Pilch

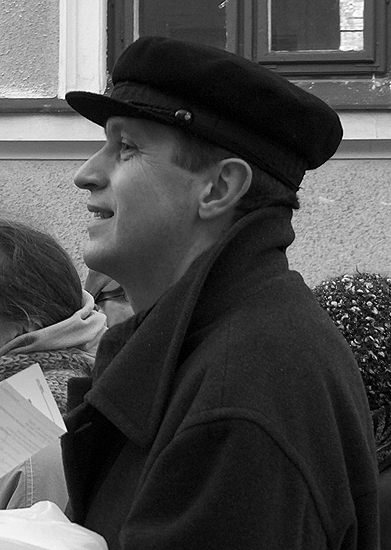
Adam Pilch

Adam Pilch (* 26. Juni 1965 in Wisła; † 10. April 2010 in Smolensk, Russland) war ein polnischer Geistlicher der evangelisch-lutherischen Kirche, Militärgeistlicher und Oberst der Polnischen Streitkräfte.

## Leben
Adam Pilch bestand 1984 das Abitur an der Hotelfachschule in Wisła. 1989 beendete er das Theologiestudium an der Christlich-Theologischen Akademie in Warschau. Pilch erhielt seine Ordination am 15. Juli 1990 in Sorkwity in der Woiwodschaft Ermland-Masuren. Ab 1993 war er Verwalter und ab 1996 Pfarrer im Pfarrbezirk der Evangelischen Kirche Augsburger Bekenntnisses in Warschau. Ab 1995 war Pilch Militärdekan des Warschauer Militärbezirks mit dem Dienstgrad eines Majors, ab 1999 stellvertretender evangelischer Militärbischof mit dem Dienstgrad eines Obersts. Seit November 2009 bekleidete er das Amt des evangelischen Hauptkaplans (Naczelny Kapelan) der polnischen Streitkräfte.
Pilch war Mitglied des Kapitels im Orden des Lächelns.
Pilch trat in der TVP-Serie Marszałek Piłsudski (deutsch: Marschall Piłsudski) in der Rolle des evangelisch-lutherischen Geistlichen auf, der Józef Piłsudski und dessen erste Frau Maria Juszkiewicz traut.
Am 10. April 2010 gehörte Adam Pilch zu einer polnischen Delegation um Staatspräsident Lech Kaczyński, die anlässlich des siebzigsten Jahrestages des Massakers von Katyn zur Gedenkstätte nach Russland reisen sollte. Bei einem Flugunfall der Delegation nahe dem Militärflugplatz Smolensk-Nord kam er jedoch gemeinsam mit weiteren hochrangigen Repräsentanten Polens ums Leben. Er hinterlässt eine Frau und eine Tochter.
Postum wurde Pilch am 15. April 2010 zum Brigadegeneral befördert.

### Auszeichnungen
2007 wurde Pilch mit der Albert-Schweitzer-Medaille (Medal Alberta Schweitzera) ausgezeichnet.
Postum wurde ihm am 16. April 2010 das Offizierskreuz des Ordens Polonia Restituta (Krzyż Oficerski Orderu Odrodzenia Polski) verliehen.